# 치코와 리타
《치코와 리타》(영어: Chico and Rita)는 2010년 공개된 애니메이션 영화이다.

## 같이 보기
- 부에나 비스타 소셜 클럽